# Akvavit

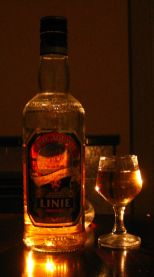
Ampolla i vas d'akvavit noruec.

Akvavit o aquavit (també akevitt en noruec) és una beguda destil·lada produïda a Escandinàvia i que típicament té una graduació alcohòlica del 40%. El seu nom prové del llatí aqua vitae. A Escandinàvia és una beguda alcohòlica molt popular que s'acostuma a beure d'un sol cop en un vas petit acompanyant la cervesa.
L'Akvavit es destil·la de cereals o patates i és saboritzat amb herbes espècie i fruits com comí anís o fonoll però hi domina la matafaluga. La primera referència és de 1531 en una carta dirigida al darrer bisbe catòlic de Noruega.